# KV Vitesse
K.V. Vitesse is een korfbalvereniging uit Beilen (gemeente Midden-Drenthe). De vereniging is opgericht op 4 september 1909. De clubkleuren van het tenue zijn een wit shirt met rode baan met een zwarte broek.

## Geschiedenis

### Oprichting
Vitesse is opgericht op 4 september 1909. Hiermee is de club een van de oudste korfbalverenigingen van Nederland, en daarmee ook van de wereld! Slechts vijf verenigingen zijn ouder dan Vitesse. Dat zijn: DTV uit Amsterdam (1902), HKC ALO uit Den Haag (1906), Velox uit Rotterdam (1906), KVA uit Amstelveen (1907) en Sparta uit Wartena (1907).
Tot voor enkele jaren ging men ervan uit dat Vitesse was opgericht in 1916. Na de Eerste Wereldoorlog wordt de club in 1916 nieuw leven in geblazen. Uit onderzoek van Eppo Stel, in 2005, is gebleken dat er lange tijd abusievelijk van werd uitgegaan dat dit de oprichtingsdatum was van Vitesse.

### De samenvoeging
In 1927 wordt door een aantal jeugdleden, die zich niet kunnen vinden in het beleid van Vitesse, een tweede korfbalclub opgericht. Deze club krijgt de naam BKC (Beiler Korfbal Club). Deze nieuwe club trekt veel nieuwe leden aan en behaalt ook sportief succes. In 1932 besluiten de besturen van beide verenigingen tot een fusie. De naam Vitesse blijft bestaan. Het rood en wit met de zwarte broek en rok van BKC worden overgenomen.

### Jubileum
In de lange geschiedenis die Vitesse kent, heeft de club al meerdere malen een jubileum kunnen vieren. Alleen het 50-jarig jubileum werd niet gevierd. Het voorbestaan van de club hing op dat moment aan een zijden draadje. Maar na een roerige periode kwam Vitesse weer in een rustiger vaarwater en kon in 2009 haar 100-jarig jubileum vieren. Hier werd het hele jaar aandacht aan besteed, met onder andere promotiewedstrijden, een jubileumboek en een groot feest.

### Accommodaties en clubgebouwen
Sinds de oprichting maakte Vitesse gebruik van hotel-café Jager aan de Stationslaan. Het café is jarenlang het clubhuis van Vitesse. Later wordt er gebruikgemaakt van hotel Prakken. Het veld bestaat uit een stuk grasland aan de es. De plek waar nu het gemeentehuis staat.
Halverwege de jaren vijftig krijgt Beilen een gezamenlijk terrein voor de voetbal, handbal, tennis en korfbal. Dit krijgt de naam Sportpark De Venne, aan de Sportlaan.
In 1973 wordt de Drenthehal geopend. Vanaf die tijd wordt dit, bij zaalwedstrijden, de thuisbasis voor Vitesse.
Op 14 oktober 1983 krijgt Vitesse een eigen onderkomen aan de Grote Drift. Het sportpark aan de Grote Drift telt drie velden. Vitesse krijgt beschikking over één hiervan. De anderen worden gebruikt door de voetbal. Vitesse krijgt tevens voorrang op de voetbalverenigingen, wat betreft het gebruik van een tweede veld. In 1993 moet Vitesse uitwijken naar een ‘schapenveld’ aan de overkant van de weg. Dit in verband met de bouw van De Boer Winkelbedrijven.
Het wordt Vitesse duidelijk dat het zal moeten verhuizen. In 1994 wordt Vitesse een geprivatiseerde vereniging. De twee voetbalverenigingen verhuizen naar een sportpark in het noordwesten van Beilen. Hierdoor komt er op de Venne ruimte vrij voor de korfbal. Met behulp van veel vrijwilligers wordt er op de Venne een nieuwe accommodatie gebouwd. Op 13 januari 1996 is het zover. De opening van het huidige clubgebouw is een feit. Het nieuwe gebouw heeft de naam Op Dreef gekregen. 

### Sportieve prestaties
In de beginjaren neemt Vitesse veel deel aan seriewedstrijden. Bij deze wedstrijden wordt door Vitesse regelmatig een eerste prijs behaald.
In 1919 wordt de DKB (Drentse Korfbal Bond) nieuw leven in geblazen en Vitesse sluit zich hier bij aan. In het eerste competitiejaar wordt Vitesse direct kampioen van Drenthe. In 1921 wordt dit kampioenschap nogmaals behaald. In deze periode is Vitesse beroemd en berucht om hun balvaardigheid en doelgerichtheid. De club staat bekend als ‘Het Gele Gevaar’, vanwege het gele shirt dat men draagt.
Hierna daalt het niveau en ledenaanwas bij Vitesse. Totdat in 1932 Vitesse en BKC fuseren. Onder de naam Vitesse en met de rood witte shirts van BKC komt de club weer op het hoogste niveau in het noorden. Vitesse blijft zich handhaven op het hoogste niveau (1e klasse NKB) tot de oorlog uitbreekt. In 1942 wordt Vitesse nog kampioen van Drenthe, maar hierna zal er in de oorlog niet meer worden gekorfbald.
Na de Tweede Wereldoorlog wordt Vitesse weer actief. Voor Vitesse breekt, na het succes in de jaren twintig, pas echt een glorietijd aan. De club groeit uit tot de succesvolste vereniging uit het noorden tussen 1945 en 1960. Een aantal malen wordt het kampioenschap van het noorden behaald (KNKB). Tevens mag Vitesse vijf keer uitkomen in de competitie voor het kampioenschap van Nederland. In 1956 was dit voor het laatst.
Na 1964 degradeert Vitesse uiteindelijk uit de 3e klasse KNKB naar de 1e klasse afdeling DKB.
In de jaren erna wordt Vitesse vele malen kampioen, maar het degradeert ook geregeld. Vitesse speel van de 1e klasse afdeling tot en met de 2e klasse KNK, zowel op het veld als in de zaal.
Op 30 mei 1995 wint Vitesse de A.P. buitenbeker. Vanaf deze tijd is Vitesse een stabiele derdeklasser.
Vanaf 2000 worden er wel successen geboekt met de jeugdteams. De C en B teams spelen op hoog niveau en mogen zelfs uitkomen op het Nederlands kampioenschap. De A’s spelen op hun hoogtepunt overgangsklasse.
In 2006 wordt Vitesse kampioen en promoveert naar de 2e klasse. Maar na 3 seizoenen degradeert de club weer naar de 3e klasse.
In 2012 wordt Vitesse kampioen in de zaal en promoveert weer naar de 2e klasse.
In 2013 zet Vitesse deze prestatie voort en wordt zowel in de zaal als op het veld kampioen. Hierdoor mag het in het seizoen 2013/2014 voor het eerst 1960 weer uitkomen in de 1e klasse.

## Resultaten
| Seizoen | Veld/zaal | Klasse    | Klassering | Punten | Dlpnt voor/tegen |
| ------- | --------- | --------- | ---------- | ------ | ---------------- |
| '05-'06 | Veld      | 3e klasse | 5e         | 9      | 100-99           |
| '05-'06 | Zaal      | 3e klasse | 1e         | 24     | 255-168          |
| '06-'07 | Veld      | 3e klasse | 5e         | 13     | 164-158          |
| '06-'07 | Zaal      | 2e klasse | 4e         | 14     | 211-223          |
| '07-'08 | Veld      | 3e klasse | 3e         | 15     | 167-143          |
| '07-'08 | Zaal      | 2e klasse | 6e         | 12     | 174-153          |
| '08-'09 | Veld      | 3e klasse | 2e         | 22     | 200-134          |
| '08-'09 | Zaal      | 2e klasse | 7e         | 9      | 255-168          |
| '09-'10 | Veld      | 3e klasse | 2e         | 24     | 228-161          |
| '09-'10 | Zaal      | 3e klasse | 2e         | 23     | 220-160          |
| '10-'11 | Veld      | 2e klasse | 6e         | 12     | 190-212          |
| '10-'11 | Zaal      | 3e klasse | 2e         | 25     | 286-187          |
| '11-'12 | Veld      | 2e klasse | 2e         | 22     | 190-165          |
| '11-'12 | Zaal      | 3e klasse | 1e         | 24     | 294-180          |
| '12-'13 | Veld      | 2e klasse | 1e         | 23     | 227-166          |
| '12-'13 | Zaal      | 2e klasse | 1e         | 24     | 268-209          |
| '13-'14 | Veld      | 1e klasse | 8e         | 6      | 186-219          |
| '13-'14 | Zaal      | 1e klasse | 7e         | 5      | 208-305          |
| '14-'15 | Veld      | 2e klasse | 2e         | 20     | 259-198          |
| '14-'15 | Zaal      | 2e klasse | 3e         | 18     | 292-221          |